# Szulimán
Szulimán község Baranya vármegyében, a Szigetvári járásban.

## Fekvése

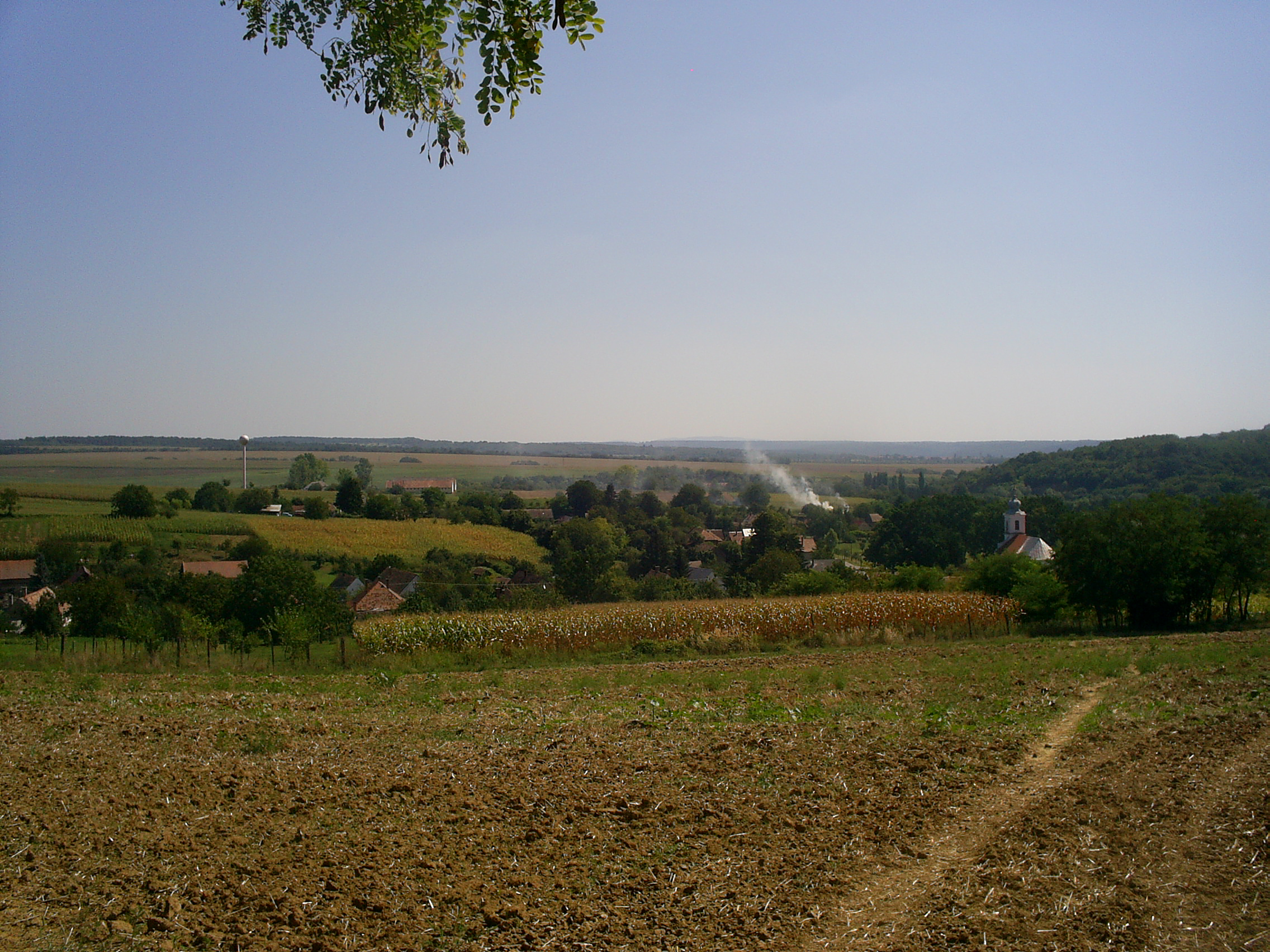
Falukép Gilice felől

Földrajzi értelemben a Zselichez tartozik. Szigetvártól körülbelül 10 kilométerre északra fekszik, a 67-es főúttól 1 kilométerre nyugatra, ahonnan a 66 118-as számú mellékúton érhető el. Közigazgatási területének nyugati szélét érinti a Somogyapáti-Vásárosbéc közti 66 125-ös út is. Egykor a már megszűnt Kaposvár–Szigetvár-vasútvonal is érintette a települést.

## Története
A falu neve, a hiedelmekkel ellentétben nem I. Szulejmán oszmán szultánt idézi: eredetileg Szőlőmál volt, ami „szőlővel beültetett hegyoldal”t jelent.  A község neve először a 15. század elején fordul elő írásos alakban, Zelewmalként írva.
Az 1500-as években Török Bálint birtoka volt.
A törökök kiűzése után horvátok és magyarok népesítették be újra, a németek betelepedése csak az 1800-as évektől jellemző.
1720-ban épített katolikus templomát Szent Györgynek ajánlották; később, 1890-ben a falu középpontjában felépített templomot Szent Mihály arkangyal tiszteletére szentelték fel.
Az 1950-es megyerendezéssel a korábban Somogy vármegyéhez tartozó települést a Szigetvári járás részeként Baranyához csatolták.

## Közélete

### Polgármesterei
- 1990–1994: Preisendörfer Györgyné (független)[4]
- 1994–1998: Bedő István (független)[5]
- 1998–2002: Bedő István (független)[6]
- 2002–2006: Bedő István (független)[7]
- 2006–2010: Bedő István (független)[8]
- 2010–2014: Bedő István (független)[9]
- 2014–2019: Bedő István (független)[10]
- 2019–2024: Bóta András (független)[11]
- 2024– : Bóta András (független)[1]

## Népesség
A település népességének változása:
| Lakosok száma | 231  | 224  | 223  | 217  | 220  | 251  | 250  | 236  |
|               | 2013 | 2014 | 2015 | 2019 | 2021 | 2022 | 2023 | 2024 |

A 2011-es népszámlálás során a lakosok 54,7%-a magyarnak, 5,6% cigánynak, 0,5% horvátnak, 0,9% németnek, 0,5% románnak mondta magát (41,6% nem nyilatkozott; a kettős identitások miatt a végösszeg nagyobb lehet 100%-nál). A vallási megoszlás a következő volt: római katolikus 46,3%, református 4,7%, felekezeten kívüli 2,3% (46,3% nem nyilatkozott).
2022-ben a lakosság 84,1%-a vallotta magát magyarnak, 0,4% horvátnak, 0,4% németnek, 4,8% egyéb, nem hazai nemzetiségűnek (13,5% nem nyilatkozott; a kettős identitások miatt a végösszeg nagyobb lehet 100%-nál). Vallásuk szerint 42,2% volt római katolikus, 2,8% református, 0,8% görög katolikus, 10,4% felekezeten kívüli (43,8% nem válaszolt).

## Címer

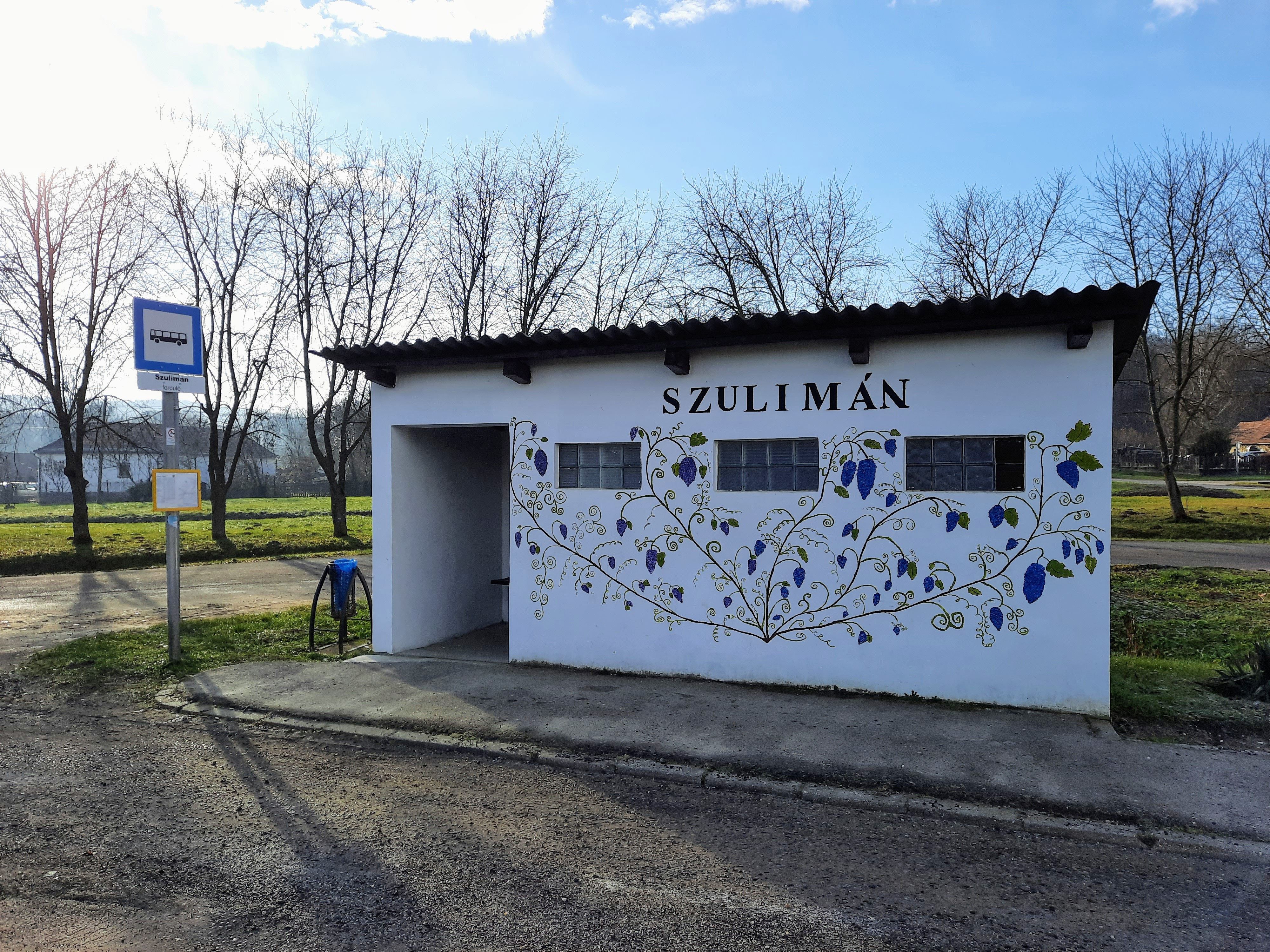
buszforduló

Pajzs: álló, háromszögű pajzs arany mezejében alul völggyel átvágott kettős zöld halom. A halmok feletti arany mezőben lebegő, indás zöld szőlőfürt két levéllel.
Sisak: szembe fordult, arannyal ékített és vörössel bélelt pántos ezüst sisak, zölddel és vörössel ékített arany heraldikai koronával.
Sisakdísz: a sisakkoronából kihajló két zöld tölgyfalevél között ívesen szélesedő szárú arany apostoli kettős kereszt.
Sisaktakarók: mindkét oldalon zöld-arany
Felirat: a címer alatt lebegő, hármasan tagolt, íves arany szalagon feketével nagybetűs SZULIMÁN felirat. A település neve előtt és után egy-egy díszpont.

## Nevezetességei
- Római katolikus templom – 1890-ben szentelték fel.